# Хуанфу Сун
Хуанфу Сун (кит. трад. 皇甫嵩, ? — около 195), взрослое имя Ичжэнь (кит. трад. 義真) — государственный деятель и полководец Империи Хань. Сыграл важную роль в подавлении восстания Жёлтых повязок и восстания в Лянчжоу. Во время кампании в Лянчжоу испортились его отношения с Дун Чжо, и когда Дун Чжо захватил власть, Хуанфу Сун потерял командование. Однако отсутствие властных амбиций и избегание конфликтов позволили ему дожить до естественной смерти в это смутное время. Хуанфу Сун в отличие от многих других облечённых властью лиц всегда был беспрекословно верен приказам правительства и не использовал имевшиеся у него возможности для захвата власти или установления контроля над какой-либо территорией.

## Биография

### Ранняя карьера и подавление восстания Жёлтых повязок
Хуанфу Сун происходил из Аньдина. Был сыном Хуанфу Цзе — правителя области Яньмэнь и племянником пограничного генерала Хуанфу Гуя. В молодые годы был искусен как в науке, так и в военном деле. Хорошо знал Ши цзин и Шу цзин, а также был искусным лучником и всадником. Был номинирован «почтительным и неподкупным» (孝廉) и служил начальником уездов Цзинчжао и Хэдун, но оставил должность, когда умер его отец. Он был приглашён на службу к Чэнь Фаню и Доу У, но не согласился. Позже он принял приглашение императора Лин-ди и стал «советником» (議郎). Примерно в 180 году он стал правителем области Бэйди.
В 184 году произошло восстание Жёлтых повязок и Хуанфу Сун был вызван в столицу Лоян. Он настаивал на прекращении проскрипций против реформистов, чтобы они не присоединились к восстанию. Его поддержал старший евнух Лу Цян, и предложение было принято. Центральная казна и личные средства императора Лин-ди были пущены на создание армии. До этого Лу Чжи был отправлен на северо-восток против Чжан Цзяо. Для действий на юго-востоке в Инчуани совместное командование получили «левый генерал Двора» (左中郎將) Хуанфу Сун и «правый генерал Двора» (右中郎將) Чжу Цзюнь. Каждый из них получил по 20 тысяч человек, набранных из солдат профессиональной Северной Армии, а также призывников и добровольцев из близлежащих к столице областей.
Сначала командир жёлтых Бо Цай победил Чжу Цзюня, в результате Хуанфу Суну пришлось обороняться от численно превосходящего противника. Хуанфу Сун поджёг слабо укреплённые лагеря противника и привёл его в смятение. На пятый месяц Хуанфу Сун и присоединившиеся к нему Чжу Цзюнь и младший командующий Цао Цао со своим отрядом смогли разгромить противника. Хуанфу Сун в награду получил удел, а его войска продолжили преследовать повстанцев из Инчуани через Жунань и Чэнь. К концу лета эти территории были усмирены. Сун был отправлен в провинцию Дун, где навёл порядок за несколько недель. На девятый месяц он был отправлен против Чжан Цзяо и несмотря на начальные неудачи, за месяц он полностью разгромил главную армию жёлтых во главе с Чжан Ляном — братом умершего от болезни Чжан Цзяо. Многие мятежники утонули в Жёлтой реке. Чжан Цзяо выкопали из могилы и отправили его голову в Лоян.
В следующем месяце Хуанфу Сун вместе с Го Дянем разгромил и убил Чжан Бао. Потери мятежников были столь высоки, что, как утверждается, если бы их головы были сложены в кучу, то с её вершины было бы видно столицу. Хуанфу Сун стал «левым генералом колесниц и кавалерии» (左車騎將軍) и правителем округа Цзичжоу, а его владения увеличены.
Хуанфу Сун заботился о своих солдатах — следил за тем, чтобы они были обеспечены едой и жилищем прежде, чем он сам. Когда он стал правителем Цзичжоу, по его просьбе провинция была освобождена от налогов на год, чтобы облегчить положение людей. За это в народе сложили о нём песню. Янь Чжун предложил ему использовать его положение и власть, чтобы установить власть над правительством и провести реформы, но Хуанфу Сун наотрез отказался.

### Борьба с восстанием в Лянчжоу
В начале 185 года Хуанфу Сун был переведён за запад, чтобы охранять Чанъань от повстанцев из провинции Лянчжоу, и он сам выдвинулся, чтобы напасть на них. До этого он поссорился с ведущими дворцовыми евнухами, когда конфисковал в пользу казны роскошный особняк Чжао Чжуна в Ечэне и отказался давать взятку Чжан Жану. Чжао и Чжан утверждали, что Хуанфу Сун не достиг никаких успехов, и по их настоянию осенью его отозвали и лишили должности генерала, а доход его владения сократили с 8-х тысяч до 2-х тысяч дворов.
Зимой 188 года повстанцы во главе с Ван Го осаждали Чэньцан в области Юфуфэн. Хуанфу Суна назначили «левым генералом» (左將軍), а Дун Чжо «генералом авангарда» (前將軍) в качестве подчинённого Хуанфу Суна. Каждому дали по 20 тысяч солдат. Дун Чжо хотел помочь городу, но Хуанфу Сун считал, что город сможет продержаться. Так и случилось, и повстанцы отступили в начале следующего года. Хуанфу Сун бросился их преследовать и разбил. Дун Чжо, который выступал против этой атаки, Хуанфу Сун отправил в арьергард. Дун Чжо счёл себя оскорблённым, хотя такая стратегия была оправдана и ранее в 185 году он использовал её сам.
После этого Дун Чжо назначили правителем провинции Бинчжоу и приказали сдать войска под командование Хуанфу Суна, но он отказался. Советники Хуанфу Суна призывали его к действию, но он решил ждать приказов. Дун Чжо получил выговор, но за ним ничего не последовало.

### Поздняя карьера
Через несколько месяцев в столице развязался бой между евнухами и сторонниками дяди императора и фактического регента Хэ Цзиня. Воспользовавшись этим, Дун Чжо со своей закалённой в боях профессиональной армией вступил в город и захватил власть. В 190 году Дун Чжо перенёс столицу в Чанъань. Он намеревался убить Хуанфу Суна, для чего вызвал того в город с назначением «полковника городских врат» (城門校尉). У Хуанфу Суна всё ещё была под командованием 30-тысячная армия, и его советники Лян Ян и Хэ Сюнь призывали его выступить против Дун Чжо, чтобы спасти государство. Однако, Хуанфу Сун подчинился приказу.
По наущению Дун Чжо старшие чиновники обвинили Хуанфу Суна в нелояльности, но в его защиту выступил его сын Цзяньшоу, который был в дружеских отношениях с Дун Чжо. К нему присоединились другие, и Хуанфу Сун был отпущен и назначен «советником» (議郎). Позднее он стал главой Императорского Цензората. Дун Чжо язвил по поводу перемены их положения, но Сун принимал его нападки благосклонно.
После того, как в 192 году Дун Чжо был убит, правительство Ван Юня сделало Хуанфу Суна «генералом колесниц и кавалерии» (車騎將軍). Когда власть в столице захватил Ли Цзюэ, Сун был назначен «главным воеводой» (太尉), но зимой он оставил должность, сославшись на упавшую звезду. Он стал «советником Двора» (光祿大夫), а затем «министром церемоний» (太常). В развалившейся стране с ничего не контролирующим правительством эти должности ничего не значили. Хуанфу Сун умер около 195 года и был посмертно удостоен почестей «генерала стремительной кавалерии» (驃騎將軍).
Хуанфу Сун пользовался всеобщим уважением как честный, лояльный и щедрый человек, и за превосходные советы, которые он давал престолу.